# TBS樽前ハイランド
TBS樽前ハイランド（ティービーエスたるまえハイランド）は、かつて北海道苫小牧市にあったレジャー施設。

## 概要
1965年から樽前山麓を開発地として、東京放送（TBS）グループのTBS不動産（のちTBS興発）により、苫小牧森林組合所有地を買収し、1970年11月14日にヘルスセンター（ホテル、温水プール）が先行オープンした。翌1971年には貸しボートやゲーム施設などもオープンし、チリから輸入したフラミンゴ200羽によるショーも展開。「あっ樽前!（当ったり前）」のコマーシャルで地元では有名となった。
また、TBS系列で放映されたドラマ　『美しきチャレンジャー』（国際放映制作・新藤恵美主演）第12話(昭和46年6月20日)第13話(昭和46年6月27日)・『なんたって18歳!』（大映テレビ制作・岡崎友紀主演）のロケ地ともなった。
その後は夕張・留寿都といった新興の大型レジャー施設の台頭、さらにによる経営不振や施設の老朽化に陥り1987年4月に休業、敷地は閉鎖された。現在でも道南バス（旧苫小牧市営バス）の予約制バスに「樽前ハイランド」バス停が残っている。
隣の北海道ドリームカントリークラブは元々1974年に本施設の関連施設「TBS苫小牧カントリークラブ」として開業し、1989年に菱興都市開発に買収され「菱興苫小牧カントリークラブ」となったが、1994年に菱興都市開発が倒産した。その後、ドリーム苫小牧ゴルフクラブとなり現在の名称になった。

## 主な施設
遊園地
- チェーンタワー
- 豆電車
- トラバント
- スペースシップ
- グランプリ
- レールカー
- ゴーカート
- パールスレー
- スピードファイヤー
- アストロライナー

その他
- 動物園（フラミンゴ・アヒル各200羽）
- 宿泊施設（31室計100名収容）
- 乗馬
- プール（2800平米・12000名収容）
- テニスコート（2面）
- 運動場（4800平米）
- ゲートボール場（600平米）